# Koji Funamoto
Koji Funamoto (船本 幸路 Funamoto Koji?,  nacido el 12 de agosto de 1942 en Hiroshima) es un exfutbolista japonés que se desempeñaba como guardameta.
Funamoto jugó 19 veces para la Selección de fútbol de Japón entre 1967 y 1975. Funamoto fue elegido para integrar la selección nacional de Japón para los Juegos Asiáticos de 1970.

## Trayectoria

### Clubes
| Club            | País  | Año         |
| --------------- | ----- | ----------- |
| Toyo Industries | Japón | 1961 - 1975 |

### Selección nacional
| Selección | País  | Año         |
| --------- | ----- | ----------- |
| Absoluta  | Japón | 1967 - 1975 |

## Estadística de equipo nacional
| Selección de Japón | Selección de Japón | Selección de Japón |
| Año                | Part.              | Goles              |
| ------------------ | ------------------ | ------------------ |
| 1967               | 1                  | 0                  |
| 1968               | 1                  | 0                  |
| 1969               | 1                  | 0                  |
| 1970               | 1                  | 0                  |
| 1971               | 0                  | 0                  |
| 1972               | 5                  | 0                  |
| 1973               | 2                  | 0                  |
| 1974               | 0                  | 0                  |
| 1975               | 8                  | 0                  |
| Total              | 19                 | 0                  |

## Palmarés

### Títulos nacionales
| Título              | Club            | País  | Año  |
| ------------------- | --------------- | ----- | ---- |
| Japan Soccer League | Toyo Industries | Japón | 1965 |
| Copa del Emperador  | Toyo Industries | Japón | 1965 |
| Japan Soccer League | Toyo Industries | Japón | 1966 |
| Japan Soccer League | Toyo Industries | Japón | 1967 |
| Copa del Emperador  | Toyo Industries | Japón | 1967 |
| Japan Soccer League | Toyo Industries | Japón | 1968 |
| Copa del Emperador  | Toyo Industries | Japón | 1969 |
| Japan Soccer League | Toyo Industries | Japón | 1970 |

### Distinciones individuales
| Distinción                  | Año  |
| --------------------------- | ---- |
| Japan Soccer League Best XI | 1970 |